# Kalocsay Alán
Kalocsay Alán Gyula (Léva (Bars megye), 1862. február 6. – Budapest, 1906. április 22.) zirc-ciszterci rendi kanonok és országgyűlési képviselő.

## Élete
A gimnázium négy alsó osztályát szülőhelyén, az V. és VI. osztályt Egerben végezte 1875-77-ben; 1877. augusztus 27-én lépett a rendbe. A VII. osztályt mint magántanuló végezte Zircen az újonc év alatt, a VIII. osztályt pedig az egri főgimnáziumban. A hittudományokat 1879-83-ban a budapesti egyetemen hallgatta. 1883. július 3-án lett ünnepies fogadalmat; 1884. augusztus 10-én miséspappá szenteltetett Zircen. 1883-87-ben A zirci hittudományi intézetben a szentírástudománynak és zsidó nyelvnek tanára, 1887-től hittanár és hitszónok a székesfehérvári főgimnáziumban. 1896-ban Székesfehérvár részéről pártonkívüli országgyűlési képviselővé választatott.

## Írásai
Költeményei és cikkei a Jézus Szent szivének Hirnökében (1889., 1894. költ.), a Vasárnapi Lapokban (a Kath. Társadalom melléklapja 1883.), a Vasmegyei Közlönyben (1880. Endre bátyámnak és A szabadban, Lévay Gyula álnév alatt), a Magyarország és a Nagyvilágban (1880. A koldus gyermek, képpel. K. Gyula álnévvel), a M. Államban (1881. ápr. 27. Emlékhangok egyik szeretett pályatársam halálára, jún. 12. A lourdesi magyar zászlóhoz, megáldatása emlékére, 1882. márcz. 19. Emléksorok ft. tudós Budaváry József úrhoz, a classicus ódaköltőhöz, egykori szeretett tanáromhoz, 1894. költ.), a M. Koronában (1881. 147. sz. A pesti m. egyházirodalmi iskola emlékkönyve és még valami, aesthetikai fejtegetések, 227. sz. A megyei papi és kath. érzelmű virilisták szives figyelmébe. Egy kath. pap aláírással, 147. sz. A pesti növendékpapság magyar egyházirodalmi iskolájának jubiláris ünnepe, Egy jelen volt aláírással, 267. sz. könyvism.), a Religióban (1882. 14., 15., 22. sz. Néhány szó egy ifjú költő pap verseiről, 33., 39., 49. sz. könyvism. Kis Nyilas aláírással), a M. Ifjúság Rózsafüzérében (1889. Az élő rózsafüzér társulatának mibenléte, czélja és módozatai, Az élő rózsafüzér, 1889-90. Mária mécsemhez, Életből ... az életnek és költemények, Az Élő Rózsafüzér a székesfehérvári főgymnasiumban, Egy trappista életéből, elb. Klió névvel, Mi a legfontosabb, Amicus névvel, A pápa szólt. Május első hajnalán, Julia, Julia n., A májusi királynőnek, A. Lauda n.), a cziszterczi rend székesfehérvári kath. főgymnasium Értesítőjében (1893. Szentbeszéd XIII. Leo pápa püspökké szenteltetésének félszázados ünnepén), a Szűz Mária Virágos Kertjében (1894-95. Költemények), a Fejérmegyei Naplóban (1895. 32. sz. költ.), a Hittudományi Folyóiratnak is dolgozó-társa.

## Munkái
- Emlék-versek a Bács-almáson emelt kápolnának ng. és ft. dr. Csicsáky József szepes-landeki cz. prépost, bács-almási esperes-plébános által 1882. nov. 1. történt fölszentelése ünnepére. Bpest, 1882. (Költemények. Csicsáky Imrével együtt.)
- Üdvözlet főt ... Hodoly Béla Károly úrnak, zircz-cziszterczi rendű áldozópapnak ... a rendbe való beöltözése félszázados emlékére tiszteletök és testvéri szeretetök jeléül ajánlják a zirczi társház tagjai 1886. szept. 14. Veszprém. (Költ.)
- Mária-lant. Költemények. Székes-Fehérvár, 1887-89. Két rész. (Ism. az egri Irod. Szemle 1887. és religió 1887. I. 28. sz. Horvát nyelvre is lefordíttatott Ism. M. Szemle 22. sz., Egyh. Közlöny 8. sz.)
- Öröm-hangok főt. és tudós Pallér Kelemen úrnak, zircz-cziszterczi rendű áldozópap, a zircz-cziszterczi rend székesfehérvári társházának főnöke... Tanári pályája negyedszázados emlékére testvéri szeretetök jeléül ajánlják a zircz-cziszterczi rend székesfehérvári társházának tagjai. 1863-1888. Székesfehérvár, 1888.
- Örömdal mélt. és főt. Pauer János úrnak, székesfehérvári megyés püspök, ... áldozársága félszázados emlékünnepére hódolatteljes tiszteletök s fiúi szeretetök jeléül ajánlják a zircz-cziszterczi rend székesfehérvári társházának tagjai 1888. aug. 20. Bpest, 1888.
- Üdvözlő dal főt. s tudós Pallér Kelemen úrnak, zircz-cziszterczi rendű áldozó pap...tanári pályája negyedszázados emlékére hálájok s hódolatteljes tiszteletök jeléül ajánlják a kath. néptanítók székesfehérvári egyesületének tagjai 1863-1888. Uo.
- Szent beszédek (exhortatiók) a tanév minden vasárnapjára az elemi, ipar- és polgári tanodák s különösen a középiskolák katholikus hitoktatóinak használatára. Sz.-Fehérv. 1889.
- Üdvözlő dal mélt. és főt. Steiner Fülöp úrnak...székesfehérvári püspök ... székfoglaló ünnepére hódolatteljes fiúi ragaszkodásuk jeléül ajánlják a zircz-cziszterczi rend székesfehérvári házának tagjai 1890. szept. 14. Bpest, 1890.
- Üdvözlő dal nagys. és főt. Szuborics Jenő úrnak, a székesfehérvári egyházmegye czímzetes kanonokja, szentszéki ülnöke...hittanári pályája négyszázados ünnepére szeretetök és hódolatteljes ragaszkodásuk jeléül ajánlják a Ferencz-József nőnevelő-intézetből kikerült hálás régi tanítványai. 1869-1894. Székesfehérvár.

Szerkesztette Kálmán Károllyal együtt: A Magyar Ifjúság Rózsafüzére című havi közlönyt 1888-89. és 1889-90. két évfolyamát Székesfehérvárt.